# Troubles de l'odorat
Les troubles l'odorat sont une altération de l'odorat, soit sur un versant quantitatif ou qualitatif. Lorsqu'il n'y a pas d'altération de l'odorat on parle de normosmie.
Altération quantitatif de l'odorat :
- Hyposmie : diminution partielle des performances olfactives
- Anosmie : perte totale des performances olfactives
- Hyperosmie : performances olfactives supérieures à la normale (prévalence rare)
- Anosmie spécifique (p.e. androsténone, acide isovalérique).

Altération qualitatif de l'odorat :
- Parosmie : perceptions erronées d’une odeur en présence d’une source odorante,
- Phantosmie : hallucination olfactive,
- Cacosmie : mauvaise odeur avec substrat, souvent en rapport avec un foyer infectieux[2].

Hypersensibilité de l'odorat.
- Osmophobie